# دیوید دان
دیوید دان (انگلیسی: David Dunne؛ زادهٔ ۳۰ نوامبر ۱۹۵۵) شناگر اهل بریتانیا بود.
وی در مسابقات کشوری و بین‌المللی در مجموع برندهٔ ۳ مدال برنز شده‌است.